# 浜松中継局
浜松中継局 は、静岡県浜松市を中心とした静岡県西部地域向けに送信されるテレビ、ラジオ放送の送信所である。
テレビ放送の送信所はデジタル化以降、同一所在地に全放送局が集約されたが、ラジオ放送の送信所は放送局によって所在地が異なり、現在、牛山・大平台・富塚・鼠野（いずれも浜松市中央区）の4箇所から放送されている。

## 牛山送信所

### 概要
所在地は浜松市中央区下池川町35-28。テレビ、ラジオ放送の中継局で、静岡県内全放送局の地上デジタルテレビジョン放送、NHK静岡放送局のFMラジオ放送の送信を行っている。
また、2010年9月30日までは外国語放送局の中継局も設置され、2011年7月24日まではNHK静岡放送局の地上アナログテレビジョン放送の中継局も設置されていたが、アナログテレビ放送終了とともに廃止された。
旧・NHK浜松支局（浜松放送会館）が敷地内に設置されていたが、老朽化などにより2016年報道機能を浜松アクトタワーに移転、次いでアーカイブス部署を川口市、営業部を静岡市に移転の上、2018年2月に閉鎖された。今後は建て替えされた中継局のみとなる。

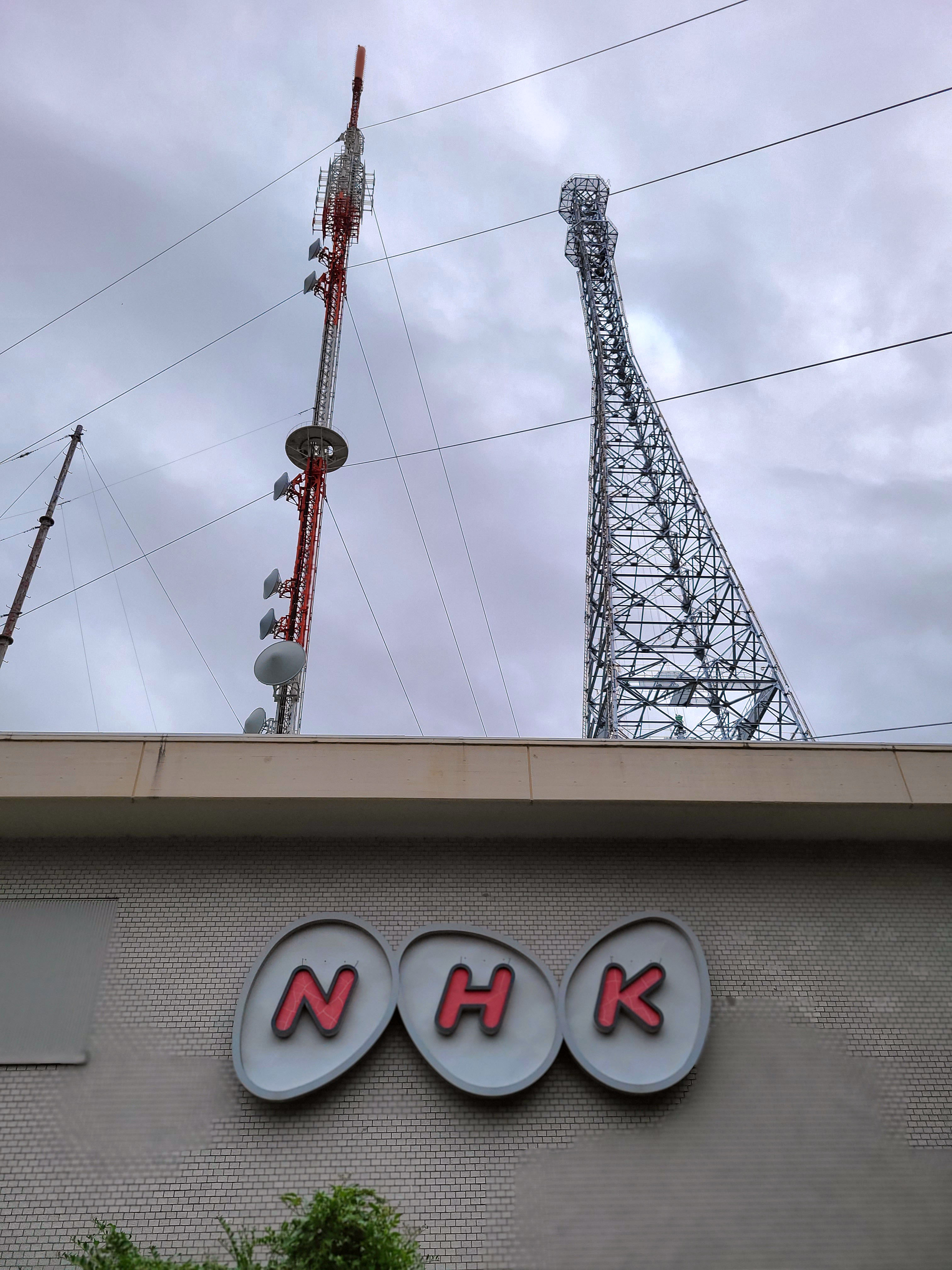
浜松市NHK浜松支局内で牛山送信所アンテナの新規工事中（2022年9月17日）

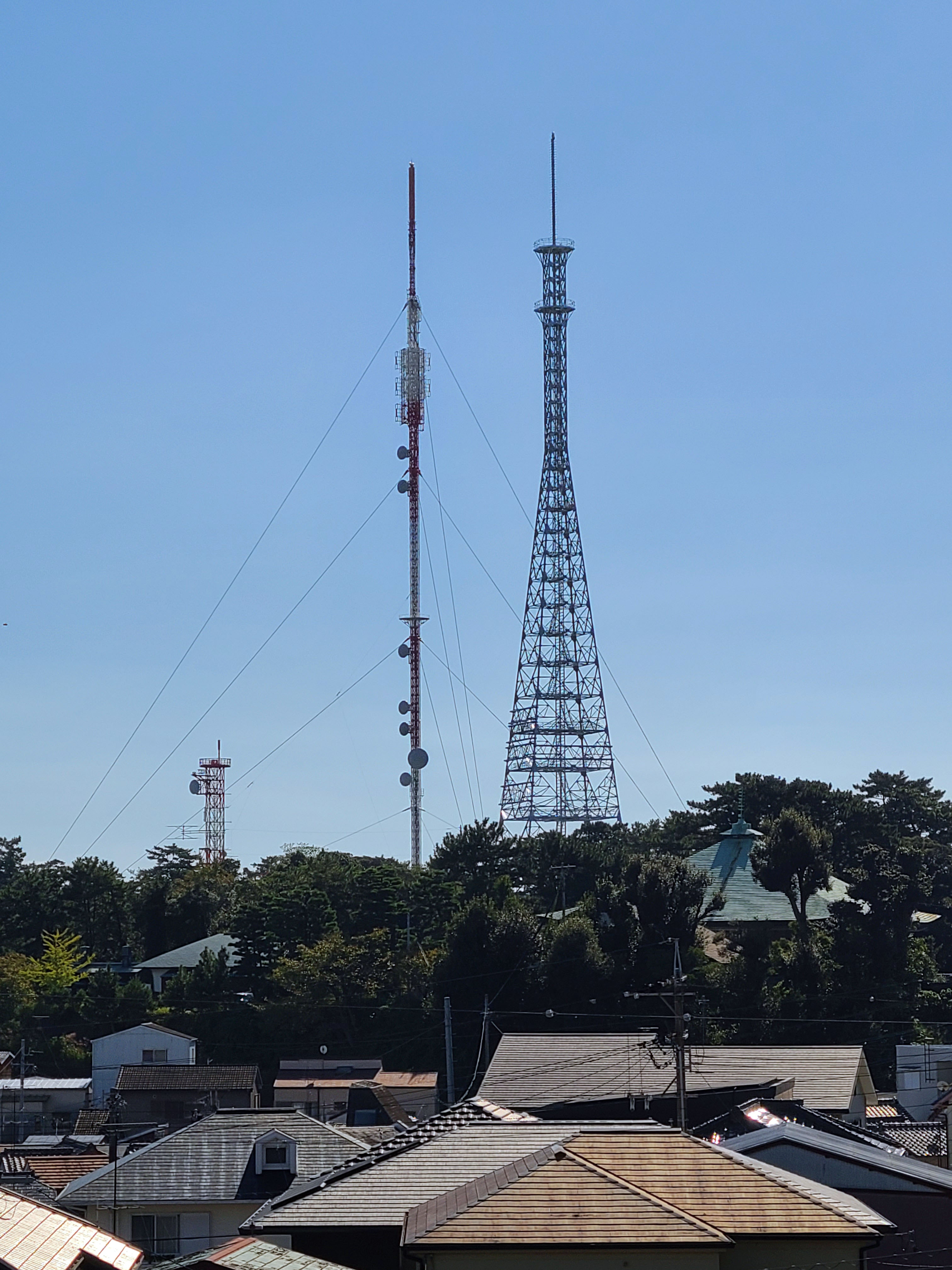
浜松市の牛山送信所の旧アンテナと新アンテナ（2022年10月15日）

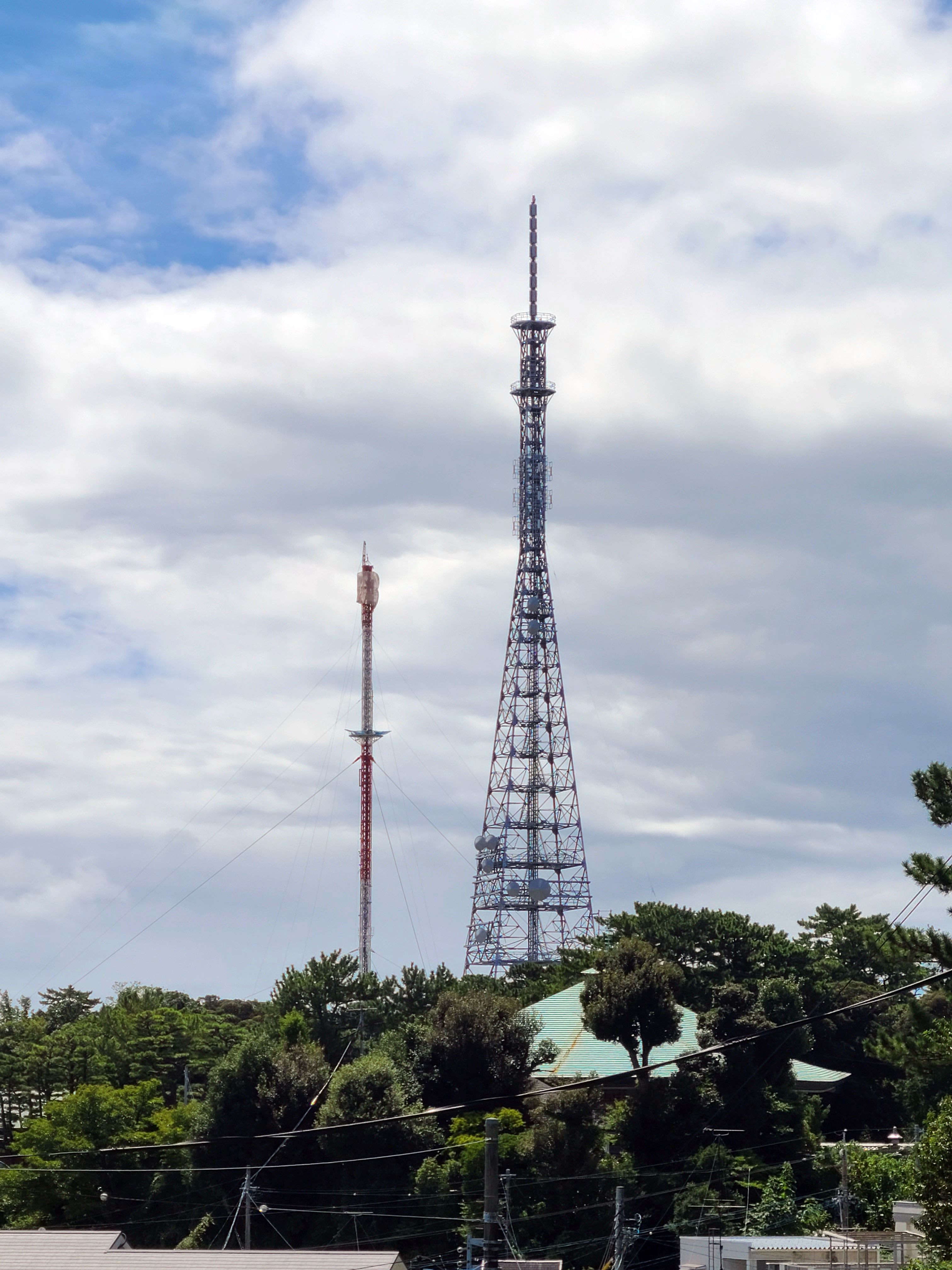
牛山送信所の新アンテナと取り壊し中の旧アンテナ（2023年9月1日）

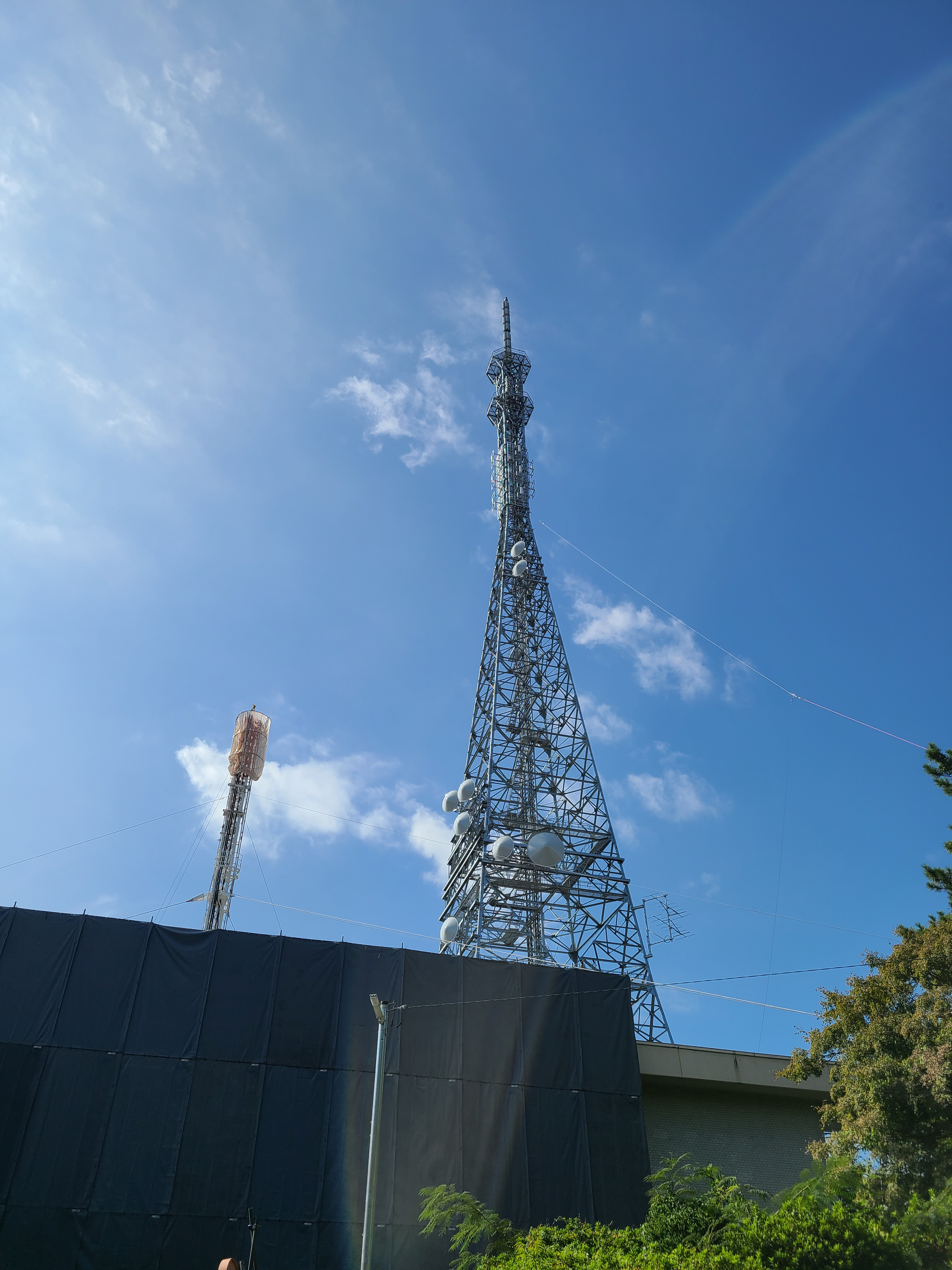
牛山送信所 （2023年9月30日）

- 2022年夏からNHK浜松支局敷地内で局舎と、古い送信アンテナの横に新しいアンテナが建設された。新アンテナは自立式鉄塔となっている。
- 2023年5月22日より新鉄塔・局舎からの送信・中継に切り替わった。鉄塔高 132.9mとなり日本平のアンテナを抜いて、静岡県内1位の高さとなった[1]。

### 地上デジタルテレビジョン放送送信設備
| リモコン キーID | 放送局名            | 物理 チャンネル | 空中線 電力 | ERP    | 放送 対象地域 | 放送区域 内世帯数 |
| --------------- | ------------------- | --------------- | ----------- | ------ | ------------- | ----------------- |
| 1               | NHK静岡 総合        | 20              | 1 kW        | 8.9 kW | 静岡県        | 約39万8,000世帯   |
| 2               | NHK静岡 教育        | 13              | 1 kW        | 9.8 kW | 全国          | 約39万8,000世帯   |
| 4               | SDT 静岡第一テレビ  | 25              | 1 kW        | 7 kW   | 静岡県        | 約39万8,000世帯   |
| 5               | SATV 静岡朝日テレビ | 23              | 1 kW        | 7.2 kW | 静岡県        | 約39万8,000世帯   |
| 6               | SBS 静岡放送        | 21              | 1 kW        | 7.2 kW | 静岡県        | 約39万8,000世帯   |
| 8               | SUT テレビ静岡      | 22              | 1 kW        | 7.5 kW | 静岡県        | 約39万8,000世帯   |

#### 歴史
- 2005年
  - 3月23日 - 予備免許交付
  - 5月30日 - 免許交付（NHK静岡（総合・教育）・静岡放送）
  - 6月1日 - 放送開始（NHK静岡（総合・教育）・静岡放送）
  - 10月31日 - 免許交付（テレビ静岡・静岡朝日テレビ・静岡第一テレビ）
  - 11月1日 - 放送開始（テレビ静岡・静岡朝日テレビ・静岡第一テレビ）
- 2022年2月8日 - 浜松テレビ・FM放送所の局舎・鉄塔新築を計画
- 2023年5月22日 - テレビ・FM放送所の新鉄塔・局舎からの送信に切り替わった。

#### 補足
- 地上アナログテレビ放送と異なり、全放送局とも中継局の扱いであるためコールサインの割り当ては一切ない。
- 減力放送の場合は、放送区域内世帯数が、約33万5,000世帯となる。

### FMラジオ放送送信設備
| 放送局名   | 周波数 （MHz） | 空中線 電力 | ERP    | 放送対象地域 | 放送区域 内世帯数 |
| ---------- | -------------- | ----------- | ------ | ------------ | ----------------- |
| NHK静岡 FM | 82.1           | 250W        | 1.5 kW | 静岡県       | 約-世帯           |

#### 補足
- NHK-FM放送は、開局時から中継局である。

### NHK地上アナログテレビジョン放送送信設備（廃止）
| 放送局名                    | コールサイン | チャンネル | 空中線 電力       | ERP                    | 放送対象地域 | 放送区域 内世帯数 |
| --------------------------- | ------------ | ---------- | ----------------- | ---------------------- | ------------ | ----------------- |
| NHK静岡総合 （NHK浜松総合） | JODG-TV      | 4          | 映像1kW/ 音声250W | 映像9.3 kW/ 音声2.3 kW | 静岡県       | 約-世帯           |
| NHK静岡教育 （NHK浜松教育） | JODC-TV      | 8          | 映像1kW/ 音声250W | 映像8.5 kW/ 音声2.1 kW | 全国         | 約-世帯           |

- 全局2011年7月24日の正午をもって終了。
- 在静民放テレビ局のアナログテレビは、別の場所から送信していた。

### FMラジオ放送送信設備（廃止）
2000年4月1日に開局した外国語放送局「愛知国際放送（RADIO-i）」は、2010年9月30日24時（10月1日0時）に廃止（閉局）となった。
送信を行っていた当時の浜松中継局の設備概要は次のとおりである。
| 放送局名                 | 周波数 | 空中線 電力 | ERP  | 放送対象地域        | 放送区域 内世帯数 |
| ------------------------ | ------ | ----------- | ---- | ------------------- | ----------------- |
| 愛知国際放送 （RADIO-i） | 79.9   | 100W        | 125W | 外国語放送 実施地域 | 不明              |

- 主に愛知県が中心だが、日本語を母語としない日系人等の国外出身者や外国人登録者が多い事情から、東海3県以外で浜松だけ唯一他県をまたいで中継局を設置していた。
- 偏波面 水平偏波
- 空中線形状 3素子八木アンテナ2段4方向

## 大平台送信所

### 概要
浜松市中央区大平台2丁目36-10（佐鳴湖湖畔西岸高台）に置かれているFMラジオ放送の中継局。
浜松市内に本社を置く民放FMラジオ局静岡エフエム放送（K-MIX）の浜松局、SBS静岡放送ラジオ浜松FM補完中継局がこの場所にアンテナを設置し送信を行っている。
かつては地上アナログUHFテレビ放送の浜松中継局もこの場所に設置されていたが、2011年7月24日のアナログ放送終了とともに廃止された。地上テレビ放送のデジタル化実施に際しては、放送局により浜松市内で3箇所に点在していた静岡県内テレビ各局の浜松中継局送信所を、大平台送信所の東側のNHK浜松支局敷地内にある牛山送信所に一元化した。
なお、2016年6月30日に終了したマルチメディア放送「ジャパン・モバイルキャスティング」（2012年12月14日に開局）や「i-dio」（2017年3月17日に開局し、2020年3月31日に終了）の送信所も設置されていた。

### FMラジオ放送送信設備
| 放送局名               | 周波数 （MHz） | 空中線 電力 | 実効輻射 電力 | 放送対象地域 | 放送区域内 世帯数 | 運用開始日    |
| ---------------------- | -------------- | ----------- | ------------- | ------------ | ----------------- | ------------- |
| K-MIX 静岡エフエム放送 | 78.4           | 250W        | 1.6 kW        | 静岡県       | 約-世帯           | -             |
| SBS 静岡放送           | 94.7           | 250W        | 1.35 kW       | 静岡県       | 約-世帯           | 2017年12月1日 |

#### 歴史
SBSラジオ浜松FM補完局
- 2017年8月15日 - 予備免許交付[6]
- 2017年10月30日 - 試験電波発射開始[7]
- 2017年12月1日 - 本放送開始

#### 補足
- コミュニティ放送のFM Haro!の送信所は、中区板屋町のアクトタワーにある。
- SBSラジオ浜松FM補完中継局の放送エリアの目安は浜松、磐田、袋井、掛川、湖西の5市及び森町で、一部受信できない地域もある[8]。

### マルチメディア放送送信設備（廃止）
| 周波数 （MHz） | 放送局名      | 空中線 電力 | ERP     | 放送区域                                  | 放送区域 内世帯数 | 運用開始日     | サービス 終了日 |
| -------------- | ------------- | ----------- | ------- | ----------------------------------------- | ----------------- | -------------- | --------------- |
| 214.714286     | Jモバ 浜松MMH | 2.5 kW      | 18.5 kW | 静岡県西部および 愛知県南東部の各一部地域 | 約60万世帯        | 2012年12月14日 | 2016年6月30日   |
| 101.285714     | i-dio         | 1 kW        | 6.3 kW  | 静岡県西部                                | 約-世帯           | 2017年3月17日  | 2020年3月31日   |

#### 歴史
- 2012年
  - 10月3日 - Jモバ浜松局の予備免許を交付[14]。
  - 10月15日 - Jモバ浜松局の試験放送を開始[15]。
  - 12月13日 - Jモバ浜松局の本免許を交付。
  - 12月14日 - Jモバ浜松局の本放送を開始。
- 2016年6月30日 - Jモバ浜松局の放送を終了。
- 2017年
  - 1月6日 - i-dio浜松局の予備免許を交付。
  - 3月17日 - i-dio浜松局の本放送を開始。
- 2020年
  - 3月31日 - i-dio 放送終了。

### 地上アナログテレビジョン放送送信設備（廃止）
| 放送局名            | コールサイン | チャンネル | 空中線 電力          | ERP                | 放送対象地域 | 放送区域 内世帯数 |
| ------------------- | ------------ | ---------- | -------------------- | ------------------ | ------------ | ----------------- |
| SATV 静岡朝日テレビ | なし         | 28         | 映像10kW/ 音声2.5 kW | 映像80kW/ 音声20kW | 静岡県       | 約-世帯           |
| SDT 静岡第一テレビ  | なし         | 30         | 映像10kW/ 音声2.5 kW | 映像82kW/ 音声20kW | 静岡県       | 約-世帯           |
| SUT テレビ静岡      | JORH-TV      | 34         | 映像10kW/ 音声2.5 kW | 映像81kW/ 音声20kW | 静岡県       | 約-世帯           |

- 全局2011年7月24日の正午をもって終了。
- テレビ静岡浜松支局のコールサインがあったが、アナログテレビ放送終了とともに廃止された。なお、開局当初は浜松市（現中央区）富塚（現浜松市立富塚西小学校北西の住宅地）にあった[16] が、後述のSBS静岡放送送信所よりも自衛隊浜松基地に近いことから1978年9月20日に統合移転。
- デジタルテレビ放送は当地には設置されず、牛山送信所に一本化された。

## 富塚送信所
浜松市中央区富塚町1220（富塚公園付近）に置かれているSBS静岡放送の中波ラジオ放送の中継局である。
かつてはSBS静岡放送の地上アナログテレビの中継局も併設していたが、2011年7月24日のアナログ放送終了とともに廃止された。

### AMラジオ放送送信設備
| 放送局名     | コールサイン | 周波数 （kHz） | 空中線 電力 | 放送対象地域 | 放送区域 内世帯数 |
| ------------ | ------------ | -------------- | ----------- | ------------ | ----------------- |
| SBS 静岡放送 | なし         | 1404           | 1 kW        | 静岡県       | 約-世帯           |

### 地上アナログテレビジョン放送送信設備（廃止）
| 放送局名     | コールサイン | チャンネル | 空中線電力        | ERP                    | 放送対象地域 | 放送区域 内世帯数 |
| ------------ | ------------ | ---------- | ----------------- | ---------------------- | ------------ | ----------------- |
| SBS 静岡放送 | なし         | 6          | 映像1kW/ 音声250W | 映像9.3 kW/ 音声2.3 kW | 静岡県       | 約-世帯           |

- 2011年7月24日の正午をもって終了。尚、デジタルテレビ放送は、牛山送信所に一本化された。

## NHK鼠野ラジオ放送所
浜松市中央区鼡野町（芳川沿い）に置かれているNHK静岡放送局の中波ラジオ放送の中継局である。

### 放送送信設備
| 放送局名                  | コールサイン | 周波数 （kHz） | 空中線 電力 | 放送対象地域 | 放送区域 内世帯数 |
| ------------------------- | ------------ | -------------- | ----------- | ------------ | ----------------- |
| NHK静岡第1 （NHK浜松第1） | なし         | 576            | 1 kW        | 静岡県       | 約-世帯           |
| NHK静岡第2 （NHK浜松第2） | なし         | 1521           | 1 kW        | 全国         | 約-世帯           |